# Maritime Launch Services
A Maritime Launch Services (MLS) é uma empresa de serviços de lançamentos espaciais canadense fundada em 2016, com sede na Nova Escócia, Canadá. A MLS vai fazer uso dos foguetes ucranianos Cyclone-4M do Yuzhnoye para lançar satélites em órbita polar e/ou órbita heliossíncrona, a partir de um centro de lançamentos na cidade de Canso. A MLS é uma joint venture de três empresas dos Estados Unidos.